# أستراليا وأسلحة الدمار الشامل
أستراليا لا تُعرف بامتلاك ولا يعتقد أنها تمتلك أسلحة للدمار الشامل، على الرغم من أنها شاركت في أبحاث واسعة النطاق حول الأسلحة النووية والبيولوجية والكيميائية في الماضي.
أستراليا ترأس مجموعة أستراليا، وهي مجموعة غير رسمية من الدول التي تسعى لتقليل مخاطر المساعدة على انتشار الأسلحة الكيميائية والبيولوجية. جميع الدول المشاركة في مجموعة أستراليا هي أطراف في اتفاقية حظر الأسلحة الكيميائية واتفاقية الأسلحة البيولوجية، ونؤيد بقوة الجهود المبذولة في إطار هاتين الاتفاقيتين لتخليص العالم من الأسلحة الكيميائية والبيولوجية. كما هو الحال مع الأسلحة الكيميائية والبيولوجية، أستراليا لا تمتلك أسلحة نووية ولا تُعرف إطلاقاً بسعيها إلى تطويرها.

## الأسلحة البيولوجية
أستراليا لديها برامج بحثية متقدمة في علم المناعة، وعلم الأحياء الدقيقة والهندسة الوراثية التي تدعم صناعة توفر اللقاحات على مستوى عالمي للاستخدام المحلي والتصدير. كما أن لديها صناعة واسعة للنبيذ وتنتج الكائنات الحية الدقيقة على نطاق صناعي لدعم صناعات أخرى بما في ذلك الزراعة، وتكنولوجيا الغذاء والتختمر. طبيعة الاستخدام المزدوج لتلك المرافق يعني أن أستراليا، مثل أي بلد يمتلك صناعات بيوتكنولوجية متقدمة، يمكنها بسهولة إنتاج أدوات للحرب البيولوجية. بعض مختبرات بحوث الأمراض في أستراليا تملك سلالات من فيروس الإيبولا. تسرد شبكة بحوث الموارد الميكروبية الأسترالية 37 مجموعة استنباتيه، ويضم الكثير منها عينات من كائنات حية مسببة للأمراض لأغراض البحث المشروعة.

### نبذة تاريخية
في أعقاب التقدم الياباني عبر جنوب شرق آسيا خلال الحرب العالمية الثانية، كتب أمين وزارة الدفاع الأسترالية، اف جي شيدين، إلى ماكفرلين برونت يوم 24 ديسمبر 1946، ودعاه لحضور اجتماع لكبار الضباط العسكريين لمناقشة حول الحرب البيولوجية.
في سبتمبر 1947، تمت دعوة بيرنت للانضمام للجنة الفرعية للحرب الكيميائية والبيولوجية التابعة للجنة تطوير المعدات والأسلحة الجديدة، وبالتالي قام بيرنت باعداد تقرير سري بعنوان «مذكرة عن الحرب من زاوية بيولوجية». وفي عام 1951 أوصت اللجنة الفرعية بأنه «ينبغي أن يؤذن للجنة بأن تقدم تقارير عن الامكانيات الهجومية للعوامل البيولوجية المحتمل أن تكون فعالة ضد الإمدادات الغذائية لجنوب شرق آسيا واندونيسيا إلى اللجنة الفرعية للحرب الكيميائية والبيولوجية».
تم تحجيم أنشطة اللجنة الفرعية للحرب الكيميائية والبيولوجية بعد ذلك بقليل، حيث كان رئيس الوزراء روبرت مينزيس أكثر اهتماماً بالسعي إلى امتلاك اسلحة نووية. وقعت أستراليا اتفاقية الأسلحة البيولوجية في 10 أبريل 1972، وأودعت شهادة التصديق عليها في 5 أكتوبر 1977.

## الأسلحة الكيميائية

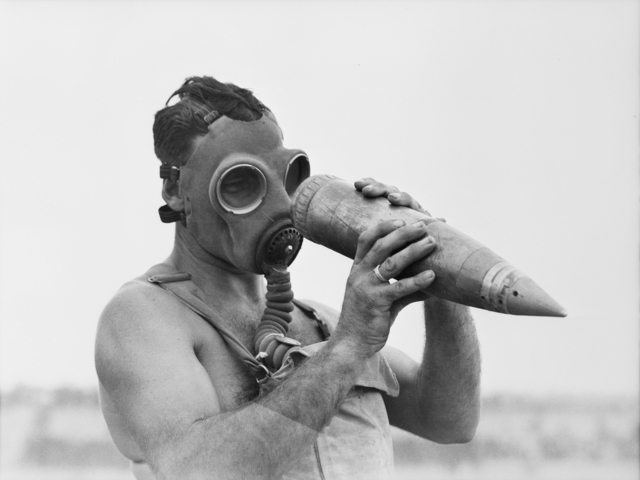
مراقب يفحص قذيفة غاز عيار 25 رطل (11 كجم) غير منفجرة بعد تجربة للأسلحة الغازية في سينجلتون، نيو ساوث ويلز في عام 1943.

أجريت بحوث واسعة النطاق في أستراليا حول الأسلحة الكيميائية خلال الحرب العالمية الثانية. على الرغم من أن أستراليا لم تنتج أسلحة كيميائية أبداً، لكنها خزنت أسلحة كيميائية مصدرها الولايات المتحدة الأمريكية وبريطانيا. الأسلحة الكيميائية التي عُرِف أنها قد تم تخزينها شملت غاز الخردل والفوسجين، اللويزيت، أدامسيت وغاز سي إن.
أُرسلت بعض الأسلحة المخزونة في شكل قذائف هاون ومدفعية وقنابل جوية وعوامل سائبة (غير معبئة) إلى غينيا الجديدة لاستخدامها المحتمل ضد مجمعات الأنفاق اليابانية. لم يتم تسجيل أية استخدام فعلي لتلك الأسلحة بالرغم من وجود العديد من التجارب لاستخدام 'أسلحة كيميائية حية' (مثل ما هو مبين في الصورة إلى اليمين).
بعد الحرب العالمية الثانية، كان يتم التخلص من الأسلحة الكيميائية عن طريق الحرق والتنفيس (للفوسجين) أو عن طريق الإغراق في البحر. ألقيت بعض الأسلحة الكيميائية تقدر بحوالى 21,030 طن في البحار قبالة سواحل أستراليا بالقرب من بريسبان وسيدني وملبورن. وقد تم تغطية هذا في تقرير للدفاع من قبل جيف بلونكيت.  وقد نشر تأريخ كامل لانخراط أستراليا في التسلح الكيميائي - بعنوان الحرب الكيماوية في أستراليا - في شكل كتاب من قبل وحدة التاريخ التابعة للجيش (وزارة الدفاع) في عام 2013 (الطبعة الثانية) 
 وقد قام جيف بلونكيت أيضاً بتأليفه
.
تم اكتشاف مخزون من 1,000 رطل قنابل فوسجين في مطار امبي في عام 1970 وتم التخلص منها من قبل أفراد الجيش الأسترالي، وحتى عام 1990، كان لا يزال يتم اكتشاف براميل من غاز الخردل في الأدغال حيث تم اختبارها. اكتُشِف مخزون آخر للأسلحة الكيميائية في ماكسويلتون، كوينزلاند في عام 1989. وقعت أستراليا على اتفاقية حظر الأسلحة الكيميائية في يناير 1993، وصدقت عليها بقانون (حظر) الأسلحة الكيميائية في عام 1994.

## الأسلحة النووية

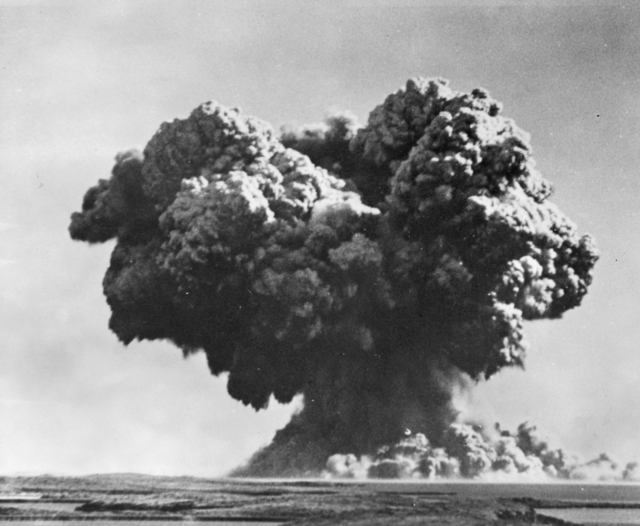
العملية "إعصار"، تجربة نووية مقدارها 25 كيلوطن، جزر مونت بيلو، أستراليا

أستراليا ليس لديها أسلحة نووية ولا يعتقد أنها تسعي إلى تطويرها، على الرغم من أن عدة حكومات اتحادية قد قامت بدراسة الفكرة وربما تكون قد أجرت بعض البحوث في هذه المسألة. وقد قامت أستراليا أيضاً باستقصاء امكانية حيازة أسلحة نووية تكتيكية من المملكة المتحدة أو الولايات المتحدة الأمريكية في وقت مبكر من عام 1956 عندما كتب أثول تاونلي، وزير طيران، إلى فيليب ماكبرايد، وزير الدفاع، خطاب يوصى فيه بحيازة أستراليا لأسلحة نووية تكتيكية لتستخدم في تسليح قاذفات القنابل من طراز انجليش اليكتريك كانبيرا ومقاتلات سي ايه سي سابر.
أيد قائد القوات الجوية المارشال فريدريك سكيرجر ووزير الطيران أثول تاونلي الحصول على أسلحة نووية، من أجل الهيبة الدولية وبسبب صغر حجم جيش البلاد على حد سواء. وفي حين أن موقف نظراء سكيرجر على الجانب البريطاني والأمريكي كان مشجعاً، الا أن ذلك لم يكن حال حكومتى ماكميلان وآيزنهاور. فقررت حكومة رئيس الوزراء روبرت مينزيس أن الإنتاج المحلي للأسلحة النووية سيكون صعباً جداً وذلك بسبب التكلفة والسياسة الدولية.
استضافت أستراليا التجارب النووية البريطانية في جزر مونت بيلو (عملية إعصار)، وفي ايمو فيلد ومارالينجا بين عامي 1952 و 1963. وقد تم تطوير موقع مارالينجا كمرفق مشترك باتفاقية تمويل مشترك من جانب بريطانيا وأستراليا. خلال الخمسينات، شاركت أستراليا في تطوير صاروخ بلو ستريك «الشعاعه الزرقاء»، وهو صاروخ باليستي متوسط المدى معد لغرض حمل رأس حربي نووي. وكان المفاعل النووي الأسترالي هايفر في مرتفعات لوكاس، سيدني، يعمل خلال الفترة 1958-2006 والآن تم الاستعاضة عنه بالمفاعل أوبال في عام 2006.
تم تصميم المفاعل جديد لاستخدام وقود اليورانيوم منخفض التخصيب ونظام الحوض المفتوح للماء الخفيف. وتمتلك أستراليا أركزة كبيرة من معدن اليورانيوم تمثل 30٪ من الاحتياطيات المعروفة في العالم. وحتى عام 1996 كانت سياسة الحكومة تحصر استغلال رواسب (أركزة) اليورانيوم في ثلاثة مناجم متوطدة. وتمت الموافقة على إنشاء موقع رابع عند منجم الأربعة أميال لليورانيوم في يوليو 2009. السياسة الحالية لأستراليا هي تطوير القدرة التصديرية لصناعة اليورانيوم من خلال السماح بالتعدين وتصدير اليورانيوم بموجب اتفاقات دولية صارمة تهدف إلى الحد من انتشار الأسلحة النووية.
على الرغم من أن سلاح الجو الملكي الأسترالي (RAAF) واصل الاستقصاء بين الحين والآخر للحصول على أسلحة نووية خلال الستينات، الا أن أستراليا وقعت على معاهدة الحد من انتشار الأسلحة النووية في 27 فبراير 1970، وصدقت على المعاهدة يوم 23 يناير 1973. ولقد كان السير فيليب باكستر وهو أول رئيس للجنة الطاقة الذرية الأسترالية (AAEC)، والتي أصبحت الآن منظمة العلوم والتكنولوجيا النووية الأسترالية (ANSTO) (انستو) وأول نائب رئيس جامعة لجامعة نيو ساوث ويلز يدعو علناً أن تحصل أستراليا على مخزون من البلوتونيوم بدرجة تستخدم في التسليح ومن ثم تستخدم في صناعة الأسلحة النووية.
خلال السبعينات والثمانينات، طور العلماء في (انستو) تكنولوجيا تخصيب بالطرد المركزي، يُزعم أنها تقارن بتكنولوجيا الطرد المركزي التجاري من يورينكو في ذلك الوقت. تلك التكنولوجيا، إذا كان قد تم نشرها على نطاق صناعي، لكانت أستراليا قادرة من حيث المبدأ على إنتاج يورانيوم عالي التخصيب لصنع الأسلحة النووية. ولكن تلك البحوث فقدت التمويل الحكومي في منتصف الثمانينات.
أيضاً، إنشاء محطة لتخصيب اليورانيوم على نطاق تجاري من شأنه أن يكفل للبلاد قدرة على إنتاج يورانيوم عالي التخصيب كافي لبرامج التسليح النووي. توجد شركة أسترالية تعمل بنشاط على استحداث عملية جديدة لتخصيب اليورانيوم، وفصل النظائر عن طريق الإثارة بالليزر (SILEX) (سيليكس).
و كان رئيس وزراء أستراليا السابق جون هوارد قد بدأ دراسة في عام 2006 حول القضايا المحيطة بالزيادة في استخدام أستراليا لليورانيوم. ومن بين الموضوعات التي سوف تطرح في تلك الدراسة هي إنشاء محطة محلية لتخصيب اليورانيوم لتوفير الوقود منخفض التخصيب لمفاعلات الطاقة النووية، سواء المحلية أو الأجنبية.

## منصات الحمل

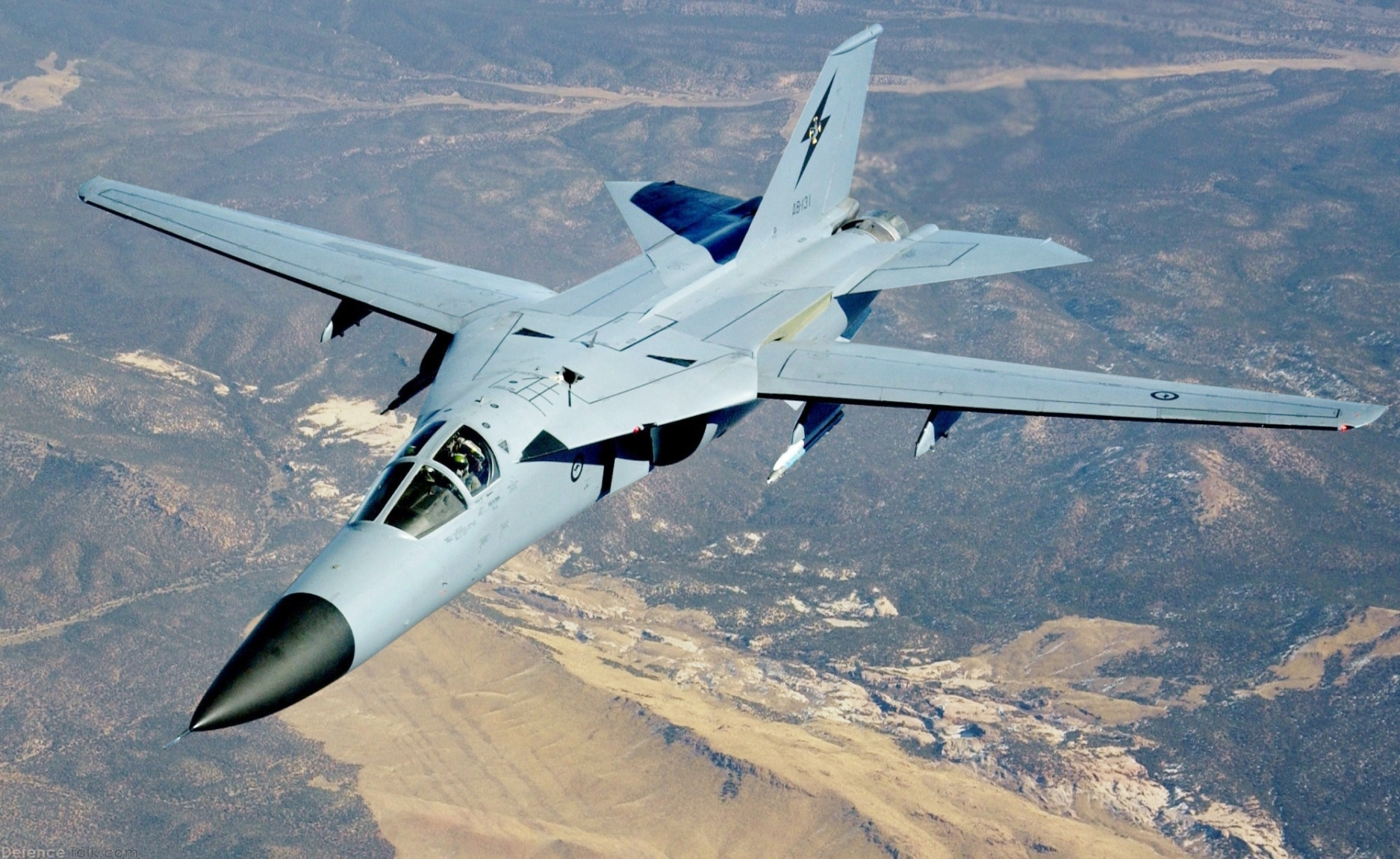
مقاتلة-قاذفة اف-111 تابعة لسلاح الجو الملكي الأسترالي

تقريباً مثل كل الدول المتقدمة والدول الأكثر تطوراً في العالم النامي، أستراليا لديها منظومات أسلحة يمكن استخدامها لحمل الأسلحة النووية إلى جيرانها، إذا ما قامت بتطوير أسلحة نووية. سلاح الجو الملكي الأسترالي لديه 71 طائرة مقاتلة من طراز اف/ايه-18 هورنيت (71 F/A-18 Hornet) و 24 طائرة مقاتلة من طراز اف/ايه-18اف سوبر هورنيت (F/A-18F Super Hornet). سلاح الجو الملكي الأسترالي يبحث خيارات لشراء المزيد من اف/ايه-18اف سوبر هورنيت بسبب التأخير في الإنتاج والإيفاد للطائرات من طراز لوكهيد مارتن إف-35 لايتنيغ الثانية.
أستراليا كانت تستعمل سابقاً طائرات الهجوم الأرضي دوغلاس سكاي هوك ايه-4 (Douglas A-4 Skyhawk) وقاذفات القنابل انجليش اليكتريك كانبيرا (English Electric Canberra) وجنرال ديناميكس اف-111سي، التي نظرياً لديها القدرة على حمل الأسلحة النووية، والقاذفات التكتيكية اف-111جي (F-111G) التي تم تحويلها من القاذفات النووية الاستراتيجية اف بي-111ايه (FB-111A) التابعة للقوات الجوية الأمريكية. قبل تسلم طائرات اف-111سي، ظلت أستراليا تستعمل طائرات ماكدونيل دوغلاس اف-4اي (McDonnell Douglas F-4E) المستأجرة من سلاح الجو الأمريكي لفترة وجيزة، وهي من نماذج المجموعة القياسى ة 43/44 القادرة على حمل الأسلحة النووية.
وكجزء من متطلبات أركان القوات الجوية الأسترالية (متطلب تنفيذي/طيران) 36 للقاذفات في الخمسينات، قام سلاح الجو الملكي الأسترالي بتحديد شرطاً «للقدرة على توجيه ضربة هجومية تكتيكية» و «الدفاع الاستراتيجي عن أستراليا» إلى أهداف تبعد «شمالاً حتى شبه الجزيرة كرا». فكان مطلوباً من قاذفات القنابل أن يكون لها مدى لا يقل عن 4,000 ميل بحري (7,400 كم) وأن تكون قادرة على حمل ما لا يقل عن 20,000 رطل (9,100 كجم) من القنابل التقليدية أو سلاح نووي (قنبلة نووية) واحد من نوع الدانوب الأزرق (BLUE DANUBE) (والتي أسقطت من الهواء على مارالينجا في 11 أكتوبر 1956). أبضاً كانت الإصدارات المصنعة محلياً من القاذفات النووية أفرو فولكان أو هاندلي بيج فيكتور من بعض الخيارات التي تم النظر فيها كحاملات للسلاح النووي.

## المزيد من القراءة
- Plunkett، Geoff (2013). الحرب الكيميائية في أستراليا: انخراط أستراليا في الحرب الكيماوية من 1914 - حتى اليوم (ط. 2nd). Leech Cup Books. ISBN:9780987427908. مؤرشف من الأصل في 2014-01-11.